# La Forge à Marly-le-Roi
Pour les articles homonymes, voir Forge.
La Forge à Marly-le-Roi est une peinture impressionniste d'Alfred Sisley datant de 1875. Dans la collection de François Depeaux jusqu'à sa vente en 1906 par la Galerie Georges Petit à Étienne Moreau-Nélaton qui le légua à la France la même année, le tableau est exposé au musée d'Orsay depuis 1986. 

## Description
Le tableau a été peint au bas de la Grande Rue de Marly-le-Roi, jouxtant l'hôtel de Toulouse, au numéro 48, où se trouvait une forge, transformée de nos jours en garage d'habitation particulière au-dessus duquel se trouve un fer à cheval rappelant l'activité d'un maréchal-ferrant . 
Principalement paysagiste comme Monet, une toile de Sisley intimiste sur les activités humaines est rare. Parmi ses quelque 800 toiles répertoriées, Sylvie Gache-Patin ne dénombre que trois vues d'intérieur, La Leçon (1871), L'Intérieur de ferme à Moret (1880), et celle-ci, qui témoigne de l'intérêt de l'artiste pour les gens simples alors qu'il vivait à Marly. 
L'éclairage de la scène vient de la vitre, dont certains carreaux sont obturés, et de la forge rougeoyante. Pour l'historien d'art Jean-Jacques Lévêque, « le traitement du clair-obscur y est exceptionnel dans l'œuvre d'un artiste si éperdu de lumière, et si apte à la capter. ».